# Alex Cole
Alex Cole (Fayetteville, Carolina del Norte; 17 de agosto de 1965 – 19 de agosto de 2023) fue un beisbolista estadounidense que jugó siete temporadas con cinco equipos en la MLB en la posición de outfielder.

## Carrera
Fue seleccionado en la segunda ronda del Draft Amateur de 1985 por los St Louis Cardinals, pero fue hasta el 27 de julio de 1990 que hizo su debut en la MLB con los Cleveland Indians. El 1 de agosto de ese año se robó cinco bases ante los Kansas City Royals, temporada en la que consiguió 40 bases robadas en 63 partidos; y por esa velocidad los Indians lo colocaron en el center field. Cole repetiría la hazaña ante los California Angels el 3 de mayo de 1992.
A mitad de la temporada de 1992 sería cambiado a los Pittsburgh Pirates, donde solo estuvo en esa mitad de temporada ya que en 1993 sería parte del primer roster de la historia de los Colorado Rockies, siendo el center field titular y el segundo en el orden al bat en el partido inaugural ante los New York Mets.
En 1994 pasa a jugar con los Minnesota Twins, con los que jugó dos temporadas y en 1996 pasa a los Boston Red Sox, con los que jugó hasta el 22 de mayo de 1996 ya que fue mandado a la sucursal AAA. En 1997 sería contratado por los Florida Marlins, y después pasaría a jugar en la LMB con los Mayas de Chetumal y Sultanes de Monterrey y en la liga invernal de Venezuela con los Tigres de Aragua.

## Vida personal
En 2002 Cole sería declarado culpable de conspiración por posesión de heroína con intento de distribución, por lo que fue sentenciado a 18 meses en una prisión federal.